# 大川稔明
大川 稔明（おおかわ としあき、1974年5月7日 - ）は、日本の経営コンサルタント。福岡県福岡市出身。

## 略歴
福岡大学卒業後、1997年に株式会社ヒューマックスピクチャーズに入社。新規事業開発部に配属後、CS衛星放送での映画専門チャンネル立ち上げに従事。更に映画専門チャンネルの編成、宣伝、映像制作にも携わる。 
2003年にヒューマックスピクチャーズ退職。その後、ガンホー・オンライン・エンターテイメント株式会社に入社し、「ラグナロクオンライン」のプロデューサーに就任する。
株式会社カフェグルーヴの取締役に就任。WEBメディア運営やマーケティングリサーチなどの事業推進と、資金調達やM&A、企業法務や企業会計などの経営管理を経験する。
カフェグルーヴ退職後は、株式会社プラスディーに最高財務責任者として就任。ファイナンス、新規事業立ち上げ、株式公開準備に従事。
その後は2014年に自身が設立した株式会社glassgempopcornの代表取締役に就任し、2020年には株式会社レバレッジで社外取締役に就任。

## 経歴
- 1997年3月　福岡大学卒業。
- 1997年4月　株式会社ヒューマックスピクチャーズに入社。
- 2003年12月　株式会社ヒューマックスピクチャーズ退職し、ガンホー・オンライン・エンターテイメント株式会社入社。
- 2004年8月　株式会社カフェグルーヴに入社。取締役に就任。
- 2014年6月　株式会社glassgempopcornを設立。
- 2014年12月　株式会社カフェグルーヴを退職。
- 2015年2月　株式会社プラスディー入社。最高財務責任者就任。
- 2017年6月　株式会社プラスディーを退職し、株式会社glassgempopcornの代表取締役に就任。
- 2020年1月　株式会社レバレッジの社外取締役に就任。

## 人物
- 尊敬する人物は吉田松陰[2]。